# Cal Cisteller (Castellcir)
Cal Cisteller és una casa antiga del poble de Castellcir, en el terme municipal del mateix nom, a la comarca del Moianès. És una de les poques que no està situada en el Carrer de l'Amargura, nucli primigeni de Castellcir, sinó en el carrer de darrere pel sud, a l'extrem de ponent del carrer d'Esteve Torrentó. El nom de la casa ve del fet que feien de cistellers.